# Dannebrogsvindue
Et dannebrogsvindue er en variant af korspostvinduet, som er opdelt ved at lod- og tværpost er sat sammen som et latinsk kors. Dannebrogsvinduet har feltfordelingen svarer til Dannebrog.